# Flavio Anicio Ermogeniano Olibrio
Flavio Anicio Ermogeniano Olibrio (latino: Flavius Anicius Hermogenianus Olybrius; fl. 395-397) è stato un politico e nobile romano di età imperiale.

## Biografia
Probino era figlio di Anicia Faltonia Proba e 
di Sesto Petronio Probo, uno dei più influenti uomini della sua epoca e console nel 371, e fratello di Flavio Anicio Probino, col quale divise il consolato per l'anno 395; in questa occasione ai due fratelli venne dedicato un panegirico da parte di Claudio Claudiano (Panegyricus de consulatu Probini et Olybrii), da cui si evince che i due fratelli erano nati e cresciuti a Roma e che all'epoca del consolato erano molto giovani.
Sebbene fossero originari di una famiglia appartenente all'aristocrazia senatoriale romana, tradizionalmente pagana, Olibrio e Probino erano cristiani; la nomina a consoli di questi due cristiani potrebbe essere stato un segnale, voluto dall'imperatore Teodosio I, proprio l'anno seguente all'usurpazione e restaurazione pagana di Flavio Eugenio.
Olibrio e Probino ricevettero la dedica dell'opera Exempla elocutionum di Arusiano Messio e una lettera di Quinto Aurelio Simmaco.
Sposò Anicia Giuliana, sua parente, da cui ebbe un figlio e una figlia, Demetria.